# Adenoglossa
Adenoglossa là một chi thực vật có hoa trong họ Cúc (Asteraceae).

## Loài
Chi Adenoglossa gồm các loài: